# خنت كاوس الأولى
خنت كاوس الأولى، والمعروفة أيضًا باسم خنتكاوس، (عاشت حوالي 2500 قبل الميلاد)، هي امرأة ملكية في مصر القديمة عاشت خلال الأسرتين الرابعة والخامسة. يُحتمل أنها كانت ابنة الملك منكاورع، وزوجة كل من الملك شبسس كاف والملك أوسركاف، مؤسس الأسرة الخامسة وأم الملك ساحو رع.

يشير البعض إلى أنها ربما كانت وصية على العرش لأحد أبنائها. من المحتمل أن تكون قد حكمت كملكة مصر العليا والسفلى، وهو ما تظهره بعض خصائص دفنها. تقع مصطبتها في الجيزة - المقبرة LG100 - بالقرب من مجمع هرم منكاورع، مما يعزز فرضية وجود صلة عائلية وثيقة. وعلى الرغم من عدم وضوح العلاقة تمامًا، فإن قرب مقبرتها من هرم الملك منكاورع يثير التكهنات بأنها قد تكون ابنته.

## حياتها
اعتلت خنتكاوس العرش بعد وفاة الملك شبسس كاف، واعتُبرت الوريثة الشرعية للعرش. كانت أول ملكة تكتب على باب هرمها لقب "ملك الوجهين البحري والقبلي، والأم الملكية، وبنت الإله". لقبها الملكي المميز هو "موت نيسوت بيتي نيسوت بيتي"، الذي يمكن تفسيره بطريقتين: "أم ملكيّ مصر العليا والسفلى" أو "أم ملك مصر العليا والسفلى وملكة مصر العليا والسفلى". التفسير الأخير يشير إلى أنها ربما حكمت مصر في نهاية الأسرة الرابعة.
يتفق جميع علماء المصريات الذين درسوا دورها في تاريخ الدولة القديمة على أنها كانت زوجة شبسس كاف أو على الأقل ذات صلة قرابة به، وأنها كانت جزءًا من تأسيس الأسرة الخامسة، إذ كانت والدة على الأقل اثنين من ملوكها: ساحو رع ونفر إر كارع.

## مدفنها
دُفنت خنت كاوس في الجيزة. تُعرف مقبرتها باسم LG 100 وG 8400 وتقع في الحقل المركزي الذي هو جزء من جبانة الجيزة. يشمل مجمع هرم خنتكاوس هرمها وحفرة للقارب ومعبد الوادي ومدينة الهرم.

### مجمع الهرم
يتكون مجمع هرم خنتكاوس من الهرم، المصلى، قارب شمسي، مدينة الهرم، خزان ماء وصوامع. وُصف الهرم في الأصل في القرن التاسع عشر بأنه هرم غير مكتمل وكان يُعتقد أنه يعود إلى الملك شبسس كاف. بدأ سليم حسن التنقيب عن الهرم في عام 1932، وأعطى ليبسيوس المقبرة الرقم LG 100.
يتألف المصلى من قاعة رئيسية ومصلى داخلي، ويؤدي ممر محفور في أرضية المصلى الداخلي إلى غرفة الدفن. كانت أرضية المصلى مغطاة بحجر جيري من طرة، بينما زينت الجدران بنقوش بارزة، إلا أن المشاهد تضررت بشكل كبير. عثر على شظايا النقوش في الحطام أثناء التنقيب. كان الممر إلى غرفة الدفن والغرفة نفسها مبطنة بالجرانيت الأحمر. يبلغ طول الممر 5.6 متر وينحدر تحت الهيكل الرئيسي للهرم. غرفة الدفن كبيرة وتشبه إلى حد بعيد غرفة دفن الملك شبسس كاف في سقارة.
من المحتمل أن غرفة الدفن كانت تحتوي على تابوت من المرمر؛ عثر على العديد من القطع في الرمال والحطام الذي ملأ الغرفة. كما احتوت الغرفة على جعران صغير مصنوع من الحجر الجيري البني، ويبدو أن طريقة صنعه تربطه بالأسرة الثانية عشرة. يعتقد البعض أن وجود الجعران يشير إلى أن المقبرة أعيد استخدامها لدفنات لاحقة.
يقع قاربها الشمسي إلى الجنوب الغربي من الهرم. تم حفر حفرة طولها 30.25 متر وعمقها 4.25 متر في الصخر. كانت مقدمة ومؤخرة القارب مرتفعتين، ويبدو أن القارب كان له سقف. قد يمثل قارب الليل للإله رع، وإذا كان الأمر كذلك، فقد يكون هناك قارب نهاري مرافق لم يتم العثور عليه بعد.
تقع مدينة الهرم مباشرة إلى الشرق من الهرم، وتم تخطيط المدينة على طول عدة شوارع تقسمها إلى مجموعات من المنازل. كانت هذه المنازل تحتوي على مخازن وصوامع خاصة بها. تم بناء المدينة من الطوب الطيني غير المحروق، وكانت الأسطح مغطاة بطبقة من الجص الأصفر. من المحتمل أن المدينة كانت موطنًا للكهنة والخدم في مجمع الهرم. تم بناء المدينة في نهاية الأسرة الرابعة أو بداية الأسرة الخامسة، ويبدو أنها كانت تعمل حتى الأسرة السادسة.

### معبد الوادي
يربط طريق ممهد مصلى الهرم بمعبد الوادي الخاص بخنت كاوس، الذي يقع بالقرب من معبد الوادي الخاص بمنكاورع، مما يدل على وجود علاقة وثيقة بينهما. اكتشف أمام المعبد هيكل صغير يُعرف باسم "خيمة الغسل" الخاصة بخنت كاوس، وهو المكان الذي نقل إليه جسدها لتطهيره قبل تحنيطه. احتوى الحطام الذي ملأ الغرفة على العديد من شظايا الأواني الحجرية، قطع الفخار، والأدوات الصوانية. كما يحتوي الأرض على فتحة مصرف من الحجر الجيري تمتد تحت الأرض لمسافة تتراوح بين 7 إلى 20 مترًا وتنتهي في حوض مستطيل كبير. تم تغطية المصرف بقطع مقوسة من نفس المادة، مما شكل أنبوبًا حجريًا دائريًا تقريبًا. وعلى الرغم من أنه ليس أقدم قناة مائية معروفة تحت الأرض في العمارة الجنائزية المصرية، إلا أن سليم حسن يعتبرها الأقدم من نوعها في البناء.
بني معبدي الوادي لخنتكاوس ومنكاورع جزئيًا من الطوب الطيني، ثم تم تشطيبهما بالحجر الجيري الأبيض والمرمر. يقع المدخل الرئيسي على الجانب الشمالي، وهو ما يعد تغييرًا عن الوضع المعتاد حيث كان المدخل يقع عادة في الشرق. عند دخول معبد الوادي من المدخل الرئيسي، يسير الزائر على "طريق ممهد واسع من الطوب يمتد من الوادي باتجاه الغرب." كان الباب مزينًا بواجهة مدعومة بعمودين. عند دخول الباب، يفتح على بهو يدعمه سقفه أربعة أعمدة. بالقرب من الباب، كان يوجد تمثال للملك خفرع (والد منكاورع) قديمًا. عثر على بقايا تمثال للملك (ربما خفرع) وجسد تمثال أبو الهول في بهو المعبد، الذي يفتح بدوره على ساحة تؤدي إلى المخازن.